# Kevin Yakob
Kevin Yakob (arabe : كيفن إنكيدو يعقوب), né le 10 octobre 2000 à Göteborg en Suède, est un footballeur international irakien qui évolue au poste de milieu offensif à l'AGF Aarhus.

## Biographie

### Débuts en Suède
Né à Göteborg en Suède, Kevin Yakob commence le football au Assyriska BK (en) puis après des passages à l'IFK Göteborg et au Angered MBIK il rejoint le BK Häcken à l'âge de 15 ans, et y poursuit sa formation. Beaucoup de personnes du club constatent alors son ambition et son sérieux, Yakob consacrant beaucoup de temps à des entraînements supplémentaires et faisant très tôt attention à son alimentation. Durant sa formation il côtoie également Kevin Ackermann, qui est alors l'un des grands espoirs du club, et qui le stimule pour progresser.
Il fait ses débuts en professionnel avec le BK Häcken, jouant son premier match le 27 octobre 2018, à l'occasion d'une rencontre d'Allsvenskan, contre le Dalkurd FF. Il entre en jeu à la place de Daleho Irandust et se fait remarquer en inscrivant également son premier but, participant ainsi à la victoire de son équipe par cinq buts à zéro.
En décembre 2020, Yakob rompt son contrat avec le BK Häcken et se retrouve libre de s'engager où il le souhaite.

### IFK Göteborg
Le 29 janvier 2021, Kevin Yakob s'engage en faveur de l'IFK Göteborg, club rival du BK Häcken. Il signe un contrat de deux ans soit jusqu'en décembre 2022. Il fait ainsi son retour dans un club où il a déjà joué dans les équipes de jeunes.
Yakob inscrit son premier but pour l'IFK le 26 avril 2021, lors d'une rencontre de championnat face au Degerfors IF. Il entre en jeu à la place de Marek Hamšík et son équipe s'incline par trois buts à deux.

### AGF Aarhus
Le 26 août 2022, Kevin Yakob rejoint le Danemark afin de s'engager en faveur de l'AGF Aarhus en signant un contrat courant jusqu'en juin 2027. Il arrive notamment pour renforcer l'équipe après le départ d'Albert Grønbæk au FK Bodø/Glimt,.
Il joue son premier match pour l'AGF le 1er septembre 2022, lors d'une rencontre de coupe du Danemark face au Vatanspor (en). Titulaire, il délivre trois passes décisives et marque son premier but pour le club, participant ainsi à la victoire de son équipe par huit buts à zéro. Yakob se fait remarquer le 17 septembre suivant, lors d'une rencontre de championnat face à l'Aalborg BK. Titulaire, il délivre deux passes décisives, chacune pour Patrick Mortensen, avant de marquer son premier but en première division danoise. Impliqué sur la totalité des buts de son équipe ce jour-là, il est l'un des éléments clés de la victoire de son équipe (3-1 score final),.
Il s'impose comme l'un des meilleurs éléments de l'équipe et contribue à la troisième place du championnat glanée par l'AGF lors de la saison 2022-2023.
Yakob revient blessé à l'AGF après une trêve internationale, en juin 2023, où il a fait ses débuts avec l'équipe nationale d'Irak. Sérieusement touché aux ligaments croisés, il est opéré en juillet 2023 et son absence est estimée à plusieurs mois. Il manque toute la première partie de saison 2023-2024.

### En sélection
Kevin Yakob est éligible pour jouer sous les couleurs de la Suède puisqu'il y est né et y a grandi mais également de l'Irak dont est originaire sa famille. Il représente toutefois son pays de naissance en sélection de jeunes, commençant avec les moins de 18 ans, jouant un total de deux matchs et marquant un but en 2018. 
Yakob décide ensuite de représenter l'Irak, la Fédération d'Irak de football ayant manifesté un grand intérêt pour le joueur. Il commence à faire des démarches pour obtenir un passeport irakien en 2022.
Kevin Yakob honore sa première sélection avec l'équipe nationale d'Irak le 16 juin 2023, lors d'un match amical contre la Colombie. Il est titularisé mais sort toutefois sur blessure au bout de 23 minutes de jeu. Son équipe est battue par un but à zéro.